# Перепелиные яйца
Перепели́ные я́йца — диетический продукт питания, получаемый в личных подсобных приусадебных хозяйствах, на птицеводческих фермах и/или в иных специализированных учреждениях и предприятиях сельского хозяйства от одомашненных птиц из семейства Фазановые (лат. Phasianidae) отряда Курообразные (лат. Galliformes), яйца обыкновенной перепёлки (лат. Coturnix coturnix).

## Особенности

### Внешний вид
Перепелиные яйца от куриных яиц отличаются небольшими размерами — около 3-4 см, и весят от 9 до 18 грамм. Скорлупа тонкая и хрупкая. Подскорлупная оболочка более утолщённая, плотная и крепкая. Снаружи скорлупа окрашена в светлые кремово-коричневатые тона с большим количеством бурых рваных пятен, точек и крапинок различного оттенка и размера. Внутренняя сторона скорлупы светло-зеленоватого оттенка.

### Питательная пищевая ценность
Яйцо состоит из белка и желтка. Желток содержит белки, а также жиры и холестерин.
Калорийность в 100 граммах яйца: 153 килокалории; протеин: 13 грамм; углеводы: 0,5 грамма; липиды: 11 грамм; жирные, насыщенные кислоты: 3,6 грамма, жирные кислоты, моно-ненасыщенная: 4,3 грамма; жирные кислоты, поли-ненасыщенная: 1,3 грамма; вода: 74,4 грамма; холестерин: 844 мг; волокна: 0 грамм; натрий: 141 мг; кальций: 64 мг; фосфор: 226 мг; железо 3,7 мг; калий: 132 мг; магний: 13 мг; витамин A: 300 UI; витамины B12: 1,6 мкг

## Фотогалерея
- Перепелиное яйцо в руках человека
- Перепелиные яйца в упаковке
- Картофельный галетт с перепелиными яйцами
- «Немецкая икра» с перепелиными яйцами
- Суши с перепелиными яйцами и икрой морского ежа
- Желток сырого перепелиного яйца с кусочками магуро (сырого голубого тунца) в суши
- Перепелиные яйца в кляре — популярная уличная закуска на Филиппинах.
- Шумай с перепелиными яйцами
- Шумай с перепелиными яйцами
- Перепелиные яйца на вертеле и сатай из куриных субпродуктов
- Перепелиные яйца

## Санитарные нормы
Встречающееся утверждение, что употребление сырых перепелиных яиц неопасно, так как перепела не болеют сальмонеллёзом из-за высокой температуры тела, неверно. Температура тела у перепелов и кур одинакова: 41-42°С, а сальмонеллы погибают при температуре 60° С и выше. Перепела могут болеть пуллорозом (заболевание из группы сальмонеллёзов, к которому также восприимчивы куры, индейки, фазаны, цесарки), вызываемым Salmonella pullorum и S. Gallinarum. У человека эти бактерии в редких случаях вызывают легкопротекающие пищевые токсикоинфекции. Но в яйцах перепелов, как и в яйцах других домашних птиц, может быть найдена Salmonella enteritidis (S.enteritidis — один из основных возбудителей, вызывающих тяжёлое течение пищевых токсикоинфекций у человека).